# Liste von Teilnehmern an Bilderberg-Konferenzen
Die Bilderberg-Konferenzen sind informelle, als privat bezeichnete, möglichst und weitgehend geheim gehaltene Treffen von einflussreichen Personen aus Wirtschaft, Militär, Politik, Medien, Hochschulen und Adel. An den seit 1954 jährlich stattfindenden Konferenzen nimmt ein wechselnder Kreis einflussreicher Personen aus Politik, Wirtschaft und Medien teil.
Die Teilnehmer stammen vorwiegend aus Europa und Nordamerika. In der Regel nehmen je Konferenz rund 130 Personen teil, wobei etwa zwei Drittel der Teilnehmer aus Westeuropa und ein Drittel aus Nordamerika stammen. Seit 1954 besuchten die Konferenz etwa 2500 Personen aus etwa 28 Staaten. Insofern erhebt die folgende Liste keinen Anspruch auf Vollständigkeit.
| Teilnehmer                         | Jahr                                                                                     | Land | Bereich                 | Position |
| ---------------------------------- | ---------------------------------------------------------------------------------------- | --- | ----------------------- | --- |
| Étienne Davignon                   | 2008, 2009, 2010, 2013                                                                   | Belgien | Politik/Wirtschaft      | Vizepräsident von Suez-Tractebel, ehemaliger Vizepräsident der Europäischen Kommission, Ehrenpräsident der Bilderberg-Konferenz                                                                                      |
| Philippe Maystadt                  | 2009, 2010                                                                               | Belgien | Politik                 | Präsident der Europäischen Investitionsbank (EIB) von 2000 bis 2011 (cdH) |
| Karel De Gucht                     | 2010                                                                                     | Belgien | Politik                 | ehemaliger belgischer Außenminister; EU-Kommissar für Entwicklung und humanitäre Hilfe von 2009 bis 2010 |
| Poul Nyrup Rasmussen               | 2010                                                                                     | Dänemark | Politik                 | Ministerpräsident von Dänemark von 1993 bis 2001 (Socialdemokraterne); MEP und Vorsitzender der Sozialdemokratischen Partei Europas (SPE) seit 2004                                                                  |
| Hans-Werner Sinn                   | 2016                                                                                     | Deutschland | Wirtschaft              | Professor für Nationalökonomie und Finanzwissenschaft an der Ludwig-Maximilians-Universität München |
| Norbert Röttgen                    | 2014, 2023                                                                               | Deutschland | Politik                 | Vorsitzender des Auswärtigen Ausschusses |
| Kurt Biedenkopf                    | 1992                                                                                     | Deutschland | Politik                 | Ministerpräsident des Freistaates Sachsen von 1990 bis 2002 |
| Ludwig Erhard                      | 1966                                                                                     | Deutschland | Politik                 | Bundeskanzler der Bundesrepublik Deutschland 1963 bis 1966 |
| Joschka Fischer                    | 2008                                                                                     | Deutschland | Politik                 | Bundesminister des Auswärtigen von 1998 bis 2005 (Bündnis 90/Die Grünen) |
| Volker Perthes                     | 2008                                                                                     | Deutschland | Politik                 | Vorsitzender der Stiftung Wissenschaft und Politik |
| Otto Graf Lambsdorff               | 1980, 1982–1984                                                                          | Deutschland | Politik                 | Bundesminister für Wirtschaft 1977 bis 1982 und von 1982 bis 1984; Bundesvorsitzender der FDP von 1988 bis 1993 |
| Wolfgang Ischinger                 | 2002, 2012                                                                               | Deutschland | Politik                 | Jurist, Völkerrechtler und ehemaliger Diplomat, 2009–2022 Leiter der Münchner Sicherheitskonferenz |
| Kurt Georg Kiesinger               | 1955                                                                                     | Deutschland | Politik                 | Bundeskanzler der Bundesrepublik Deutschland von 1966 bis 1969; Bundesvorsitzender der CDU von 1967 bis 1971 |
| Helmut Schmidt                     | 1973, 1977, 1980                                                                         | Deutschland | Politik                 | Bundeskanzler der Bundesrepublik Deutschland 1974 bis 1982 |
| Walter Scheel                      | 1980–1985                                                                                | Deutschland | Politik                 | Bundespräsident der Bundesrepublik Deutschland 1974 bis 1979 |
| Helmut Kohl                        | 1980, 1982, 1988                                                                         | Deutschland | Politik                 | Bundeskanzler der Bundesrepublik Deutschland von 1982 bis 1998 sowie Parteivorsitzender der CDU 1973 bis 1998 |
| Eckart von Klaeden                 | 2008, 2009                                                                               | Deutschland | Politik                 | Außenpolitischer Sprecher der CDU/CSU-Bundestagsfraktion von 2005, Bundesschatzmeister der CDU von 2006, Staatsminister bei der Bundeskanzlerin von 2009 bis 2013                                                    |
| Roland Koch                        | 2009, 2012, 2013                                                                         | Deutschland | Politik                 | Ministerpräsident von Hessen (CDU) von 1999 bis 2010 |
| Ursula von der Leyen               | 2015, 2016, 2018, 2019                                                                   | Deutschland | Politik                 | Ministerin der Verteidigung von 2013–2019, seit 2019 Präsidentin der Europäischen Kommission |
| Christian Lindner                  | 2013                                                                                     | Deutschland | Politik                 | Vorsitzender des Landesverbandes und der Landtagsfraktion der FDP NRW, seit 7. Dezember 2013 Bundesvorsitzender der FDP                                                                                              |
| Angela Merkel                      | 2005                                                                                     | Deutschland | Politik                 | Bundesvorsitzende der CDU von 2000 bis 2018 und deutsche Bundeskanzlerin von 2005 bis 2021 |
| Wolfgang Schäuble                  | unbekannt, 2016                                                                          | Deutschland | Politik                 | Verschiedene Bundesminister-Posten von 1984 bis 2017; Vorsitzender der CDU/CSU-Bundestagsfraktion von 1991 bis 2000                                                                                                  |
| Klaus Schwab                       | 2016                                                                                     | Deutschland | Wirtschaftswissenschaft | Gründer des WEF |
| Thomas de Maizière                 | 2016                                                                                     | Deutschland | Politik                 | Bundesminister des Innern |
| Otto Schily                        | 2005                                                                                     | Deutschland | Politik                 | Bundesminister des Innern von 1998 bis 2005 |
| Carlo Schmid                       | 1955                                                                                     | Deutschland | Politik                 | Bundesminister für Angelegenheiten des Bundesrates und der Länder von 1966 bis 1969; Einer der Väter des Grundgesetzes der Bundesrepublik Deutschland                                                                |
| Olaf Scholz                        | 2010                                                                                     | Deutschland | Politik                 | Bundesminister für Arbeit und Soziales von 2007 bis 2009, Bundeskanzler der Bundesrepublik Deutschland seit 2021 (SPD)                                                                                               |
| Gerhard Schröder                   | 2005                                                                                     | Deutschland | Politik                 | Bundeskanzler der Bundesrepublik Deutschland von 1998 bis 2005; Ministerpräsident des Landes Niedersachsen 1990 bis 1998                                                                                             |
| Gerhard Schröder (Politiker, 1910) | 1971                                                                                     | Deutschland | Politik                 | Verschiedene Bundesminister-Posten von 1953 bis 1969 |
| Jens Spahn                         | 2017                                                                                     | Deutschland | Politik                 | Von 2015 bis 2018 Parlamentarischer Staatssekretär im Bundesministerium der Finanzen; 2018–2021 Bundesminister für Gesundheit                                                                                        |
| Frank Bsirske                      | 2017                                                                                     | Deutschland | Gewerkschaft/Politik    | Von 2001 bis 2019 Vorsitzender der Gewerkschaft ver.di und seit 1987 Mitglied der Partei Bündnis 90/Die Grünen, |
| Hans-Christian Boos                | 2019                                                                                     | Deutschland | Wirtschaft/Politik      | Arago GmbH, Digitalrat und Initiator der zentralisierten Kontakt-Tracing COVID-19-App mit PEPP-PT, |
| Peer Steinbrück                    | 2011                                                                                     | Deutschland | Politik                 | Ministerpräsident des Landes Nordrhein-Westfalen von 2002 bis 2005; Bundesminister der Finanzen und stellvertretender SPD-Bundesvorsitzender von 2005 bis 2009; Mitglied des Deutschen Bundestages von 2009 bis 2016 |
| Edmund Stoiber                     | 2005                                                                                     | Deutschland | Politik                 | Ministerpräsident von Bayern 1993 bis 2007, seit 2007 Ehrenvorsitzender der CSU |
| Franz Josef Strauß                 | unbekannt                                                                                | Deutschland | Politik                 | Verschiedene Bundesminister-Posten von 1953 bis 1969; Vorsitzender der CSU von 1961 bis 1988 |
| Katrin Suder                       | 2015                                                                                     | Deutschland | Politik                 | Staatssekretärin im Ministerium der Verteidigung |
| Linda Teuteberg                    | 2019                                                                                     | Deutschland | Politik                 | Generalsekretärin der FDP |
| Jürgen Trittin                     | 2012                                                                                     | Deutschland | Politik                 | Bundesminister für Umwelt, Naturschutz und Reaktorsicherheit von 1998 bis 2005, Fraktionsvorsitzender der Bundestagsfraktion Bündnis 90/Die Grünen 2009 bis 2013                                                     |
| Guido Westerwelle                  | 2007                                                                                     | Deutschland | Politik                 | Bundesvorsitzender der Freien Demokratischen Partei (FDP) von 2001 bis 2011; Bundesminister des Auswärtigen der Bundesrepublik Deutschland von 2009 bis 2013                                                         |
| Thomas Enders                      | 1984, 2005, 2009, 2010, 2011, 2012, 2013, 2014, 2015, 2016                               | Deutschland | Wirtschaft              | Vorstandsvorsitzender der Airbus Group SE, seit 2012 Chief Executive Officer (CEO) von EADS von 2007 bis 2012 |
| Alfred Herrhausen                  | 1988                                                                                     | Deutschland | Wirtschaft              | Vorstandssprecher der Deutschen Bank von 1988 bis 1989; Opfer eines Bombenattentats |
| Peter Löscher                      | 2009, 2010, 2011, 2012, 2013                                                             | Deutschland | Wirtschaft              | Vorstandsvorsitzender der Siemens AG von 2007 bis 2013 |
| Klaus Kleinfeld                    | 2009, 2010, 2012, 2013, 2014, 2015                                                       | Deutschland | Wirtschaft              | Vorstandsvorsitzender der Siemens AG von 2005 bis 2007; Chief Executive Officer des amerikanischen Aluminiumkonzerns Alcoa von 2008 bis 2016                                                                         |
| Dieter Zetsche                     | 2010                                                                                     | Deutschland | Wirtschaft              | Vorstandsvorsitzender der Daimler AG von 2006 bis 2019 |
| Hilmar Kopper                      | 2000                                                                                     | Deutschland | Wirtschaft              | Vorstandssprecher der Deutschen Bank von 1989 bis 1997 |
| Wolfgang Reitzle                   | 2012                                                                                     | Deutschland | Wirtschaft              | Vorstandsvorsitzender der Linde AG von 2003 bis 2014 |
| Jürgen Schrempp                    | 2005, 2007                                                                               | Deutschland | Wirtschaft              | Ehemaliger Vorstandsvorsitzender der Daimler-Benz AG (1995–1998) und der DaimlerChrysler AG (1998–2005) |
| Hubert Burda                       | 2007                                                                                     | Deutschland | Medien                  | Verleger, geschäftsführender Gesellschafter der Hubert Burda Media Holding |
| Mathias Döpfner                    | 2007, 2014, 2015, 2016, 2023                                                             | Deutschland | Medien                  | Vorstandsvorsitzender der Axel Springer AG |
| Josef Joffe                        | 2006                                                                                     | Deutschland | Medien                  | Chefredakteur der Zeit von 2001 bis 2004, deren Mitherausgeber bis 2022. |
| Matthias Naß                       | 2007, 2008, 2009, 2011, 2012                                                             | Deutschland | Medien                  | Stellvertretender Chefredakteur der Zeit bis 2010, seit 2011 ihr internationaler Korrespondent |
| Theo Sommer                        | unbekannt                                                                                | Deutschland | Medien                  | Chefredakteur (1973–1992), Herausgeber (1992–2000) der Zeit |
| Christoph Bertram                  | 1978, 1979, 1980, 1981, 1982, 1984, 1987, 1990, 1991, 1992, 1993, 1994, 1995, 1996, 1998 | Deutschland (1984, 1987, 1990, 1991, 1992, 1993, 1994, 1995, 1996, 1998), Vereinigtes Königreich (1978), International (1979, 1980, 1981, 1982) | Medien                  | Politischer Kommentator „Die Zeit“; Ehem. Leiter des International Institute for Strategic Studies (IISS); Ehem. Leiter der Stiftung Wissenschaft und Politik;                                                       |
| Wolfgang Schmidt                   | 2023                                                                                     | Deutschland | Politik                 | Chef des Bundeskanzleramtes seit dem 8. Dezember 2021 |
| Anton Hofreiter                    | 2023                                                                                     | Deutschland | Politik                 | Vorsitzender des Ausschusses für die Angelegenheiten der Europäischen Union seit 2021 |
| Julia Klöckner                     | 2025                                                                                     | Deutschland | Politik                 | Präsidentin des Deutschen Bundestages |
| Katherina Reiche                   | 2025                                                                                     | Deutschland | Politik                 | Bundesministerin für Wirtschaft und Energie |
| Matti Vanhanen                     | 2009                                                                                     | Finnland | Politik                 | finnischer Ministerpräsident und Vorsitzender der finnischen Zentrumspartei seit 2003 |
| Antti Blåfield                     | 2010                                                                                     | Finnland | Medien                  | Journalist des Helsingin Sanomat |
| Jean-Claude Trichet                | 2009                                                                                     | Frankreich | Politik                 | Finanzexperte und 2003–2011 Präsident der Europäischen Zentralbank (EZB) |
| Christine Lagarde                  | 2013, 2014                                                                               | Frankreich | Politik                 | Geschäftsführende Direktorin des Internationalen Währungsfonds (IWF) |
| François Fillon                    | 2013                                                                                     | Frankreich | Politik                 | Früherer Premierminister |
| Emmanuel Macron                    | 2014                                                                                     | Frankreich | Politik                 | Staatspräsident Frankreichs |
| Giorgos Papakonstantinou           | 2010                                                                                     | Griechenland | Politik                 | Finanzminister von Griechenland 2009 bis 2011, von 2011 bis 2012 Umweltminister |
| Mario Monti                        | 2013                                                                                     | Italien | Politik                 | ehemaliger italienischer Ministerpräsident |
| Romano Prodi                       | 2010                                                                                     | Italien | Politik                 | italienischer Ministerpräsident (PD) von 1996 bis 1998 und von 2006 bis 2008, Präsident der Europäischen Kommission von September 1999 bis November 2004                                                             |
| Franco Bernabè                     | 2010, 2013                                                                               | Italien | Wirtschaft              | CEO Telecom Italia |
| Pietro Parolin                     | 2018                                                                                     | Vatikanstadt | Kirche                  | Cardinal and Secretary of State, Vatikan |
| Prinz Bernhard                     | 1954–1975                                                                                | Niederlande | Adel                    | Initiator der Konferenz. Prinzgemahl von Juliana von Oranien-Nassau, Königin der Niederlande. |
| Prinzessin Beatrix                 | 2007, 2009, 2010, 2012, 2013, 2014                                                       | Niederlande | Adel                    | Ehemalige Königin der Niederlande von 1980 bis 2013. |
| Frits Bolkestein                   | 2002                                                                                     | Niederlande | Politik                 | EU-Kommissar |
| Neelie Kroes                       | 2009, 2010, 2012                                                                         | Niederlande | Politik                 | Politikerin der liberalen VVD; EU-Wettbewerbskommissarin von 2004 bis 2010 und Kommissarin für Digitale Agenda seit 2010                                                                                             |
| Jaap de Hoop Scheffer              | 2005, 2009                                                                               | Niederlande | Politik                 | NATO-Generalsekretär von 2004 bis Juli 2009 |
| Victor Halberstadt                 | 2008, 2009, 2010, 2013, 2014                                                             | Niederlande | Hochschulen             | Professor am Lehrstuhl für Ökonomie an der Universität Leiden, früherer Vorsitzender der Bilderberg-Konferenzen |
| Jeroen Dijsselbloem                | 2015                                                                                     | Niederlande | Politik                 | Minister für Finanzen und Vorsitzender der Eurogruppe |
| Paul Achleitner                    | 2015–2017                                                                                | Österreich | Wirtschaft              | Aufsichtsratsvorsitzender der Deutschen Bank |
| Heinz Fischer                      | 2010, 2015                                                                               | Österreich | Politik                 | Politiker (SPÖ), Jurist; von 2004 bis 2016 österreichischer Bundespräsident. |
| Werner Faymann                     | 2009, 2011, 2012                                                                         | Österreich | Politik                 | österreichischer Bundeskanzler und Bundesparteivorsitzender der SPÖ bis 2016 |
| Peter Jankowitsch                  | unbekannt                                                                                | Österreich | Politik                 | Diplomat und von 1986 bis 1987 Außenminister (SPÖ) |
| Hans-Peter Haselsteiner            | unbekannt                                                                                | Österreich | Wirtschaft              | Bauunternehmer (STRABAG), Mitbegründer und Anteilseigner der Westbahn sowie größter Finanzier der Partei „NEOS“ |
| Franz Vranitzky                    | unbekannt                                                                                | Österreich | Politik                 | Bundeskanzler von 1988 bis 1997 (SPÖ) |
| Martin Bartenstein                 | 2007                                                                                     | Österreich | Politik                 | Wirtschaftsminister von 2000 bis 2008 (ÖVP) |
| Andreas Schieder                   | 2013                                                                                     | Österreich | Politik                 | Staatssekretär von 2008 bis 2013 im Bundesministerium für Finanzen (SPÖ) |
| Alfred Gusenbauer                  | 2002, 2007, 2015                                                                         | Österreich | Politik                 | Bundeskanzler von Österreich von 2007 bis 2008 (SPÖ) |
| Pamela Rendi-Wagner                | 2018, 2024                                                                               | Österreich | Politik                 | Ab dem 9. November 2017 Abgeordnete zum österreichischen Nationalrat, ab dem 8. Oktober 2018 auch Klubobfrau. (SPÖ)                                                                                                  |
| Oscar Bronner                      | 2009. 2010, 2011, 2012, 2013, 2014, 2015                                                 | Österreich | Medien                  | Gründer und Herausgeber der österreichischen Tageszeitung Der Standard. |
| Andreas Treichl                    | 2010                                                                                     | Österreich | Wirtschaft              | Generaldirektor der Erste Bank |
| Erich Hampel                       | 2015                                                                                     | Österreich | Wirtschaft              | Aufsichtsratsvorsitzender der UniCredit Bank Austria AG |
| Willibald Cernko                   | 2012                                                                                     | Österreich | Wirtschaft              | Vorstandsvorsitzender der UniCredit Bank Austria AG seit 2009 |
| Karl Sevelda                       | 2015                                                                                     | Österreich | Wirtschaft              | Vorstandsvorsitzender der Raiffeisen Bank International AG |
| Rudolf Scholten                    | 2011, 2012, 2013, 2014, 2015                                                             | Österreich | Wirtschaft              | Vorstandsmitglied der Oesterreichischen Kontrollbank AG (OeKB) |
| Walter Rothensteiner               | 2011                                                                                     | Österreich | Wirtschaft              | Generaldirektor der Raiffeisen Zentralbank |
| Hannes Androsch                    | unbekannt                                                                                | Österreich | Wirtschaft              | Unternehmer und Ex-Finanzminister (SPÖ) |
| Wolfgang Hesoun                    | 2015                                                                                     | Österreich | Wirtschaft              | CEO Siemens AG, Österreich |
| Gerhard Roiss                      | 2015                                                                                     | Österreich | Wirtschaft              | CEO OMV Österreich |
| René Benko                         | 2015, 2017                                                                               | Österreich | Wirtschaft              | Gründer der Signa Holding GmbH |
| Gerhard Zeiler                     | 2017, 2018                                                                               | Österreich | Medien                  | President, Turner International, Turner Broadcasting System International |
| Andrea Mayer                       | 2018                                                                                     | Österreich | Politik                 | vorm. Andrea Ecker, Staatssekretärin im Bundesministerium für Kunst, Kultur, Öffentlicher Dienst und Sport; ehem. Kabinettschefin in der Präsidentschaftskanzlei von Alexander Van der Bellen                        |
| Francisco Pinto Balsemão           | 2010, 2013, 2014                                                                         | Portugal | Medien                  | Vorsitzender und CEO von IMPRESA, Vorsitzender der Lobbyorganisation European Publishers Council, Premierminister 1981–1983                                                                                          |
| José Manuel Barroso                | 2013, 2015, 2016                                                                         | Portugal | Politik                 | Ehemaliger Präsident der europäischen Kommission |
| Garri Kasparow                     | 2012                                                                                     | Russland | Politik                 | Vorsitzender der Vereinigten Bürgerfront und ehemaliger Schachweltmeister |
| Carl Bildt                         | 2008, 2009, 2010, 2013, 2014                                                             | Schweden | Politik                 | Ministerpräsident von Schweden 1991 bis 1994; Außenminister seit 2006 |
| Urban Bäckström                    | 2010                                                                                     | Schweden | Wirtschaft              | Direktor und Vorsitzender des schwedischen Wirtschaftsverbands, Ex-Reichsbankchef |
| Christoph Blocher                  | 2009                                                                                     | Schweiz | Politik                 | Bundesrat von 2003–2007 sowie Unternehmer und Financier |
| Josef Ackermann                    | 2008 2009, 2010, 2011, 2012, 2013, 2014                                                  | Schweiz | Wirtschaft              | Vorstandsvorsitzender der Deutschen Bank AG von 2006 bis 2012 |
| Peter Brabeck-Letmathe             | 2011                                                                                     | Schweiz | Wirtschaft              | Präsident des Verwaltungsrates von Nestlé S.A. |
| Pascal Couchepin                   | 2002                                                                                     | Schweiz | Politik                 | Politiker (FDP); Bundesrat (1998–2009) |
| Hans Groth                         | 2011                                                                                     | Schweiz | Wirtschaft              | damaliger Director Health Care Policy & Market Access des europäischen Zweiges von Pfizer |
| Barbara Janom Steiner              | 2011                                                                                     | Schweiz | Politik                 | Politikerin (BDP) und damalige Regierungsrätin im Departement Justiz, Sicherheit und Gesundheit des Kantons Graubünden                                                                                               |
| Doris Leuthard                     | 2011                                                                                     | Schweiz | Politik                 | Politikerin (CVP) und Bundespräsidentin im Jahr 2010 |
| Martin Schmid                      | 2011                                                                                     | Schweiz | Politik                 | Politiker (FDP) und ehemaliger Regierungspräsident des Kantons Graubünden |
| Rolf Schweiger                     | 2011                                                                                     | Schweiz | Politik                 | Politiker (FDP) und damaliges Mitglied im Ständerat |
| Rolf Soiron                        | 2011                                                                                     | Schweiz | Wirtschaft              | Verwaltungsratspräsident von Holcim und Lonza |
| Daniel Vasella                     | 2002, 2010, 2011, 2013, 2014                                                             | Schweiz | Wirtschaft              | Verwaltungsratspräsident der Novartis AG (1999–2013), Vorsitzender der Geschäftsleitung (1996–2010) |
| Peter Voser                        | 2010, 2013                                                                               | Schweiz | Wirtschaft              | Chief Executive Officer (CEO) von Royal Dutch Shell seit 2004, UBS-Verwaltungsrat 2005–2010 |
| Jürg Witmer                        | 2011                                                                                     | Schweiz | Wirtschaft              | Verwaltungsratspräsident von Givaudan und Clariant |
| André Kudelski                     | 2016                                                                                     | Schweiz | Wirtschaft              | |
| Christa Markwalder                 | 2016                                                                                     | Schweiz | Politik                 | Nationalratspräsidentin der Schweiz 2015/2016 (FDP); Präsidentin der Neuen Europäischen Bewegung Schweiz (NEBS) von 2006 bis 2014; Juristin bei der Zurich Insurance Group seit 2008                                 |
| Martin Vetterli                    | 2016                                                                                     | Schweiz | Wissenschaft            | Präsident Forschungsrat des Schweizer Nationalfonds |
| Beatrice Weder di Mauro            | 2016                                                                                     | Schweiz | Wissenschaft            | Professorin für internationale Wirtschaftsbeziehungen |
| Joaquín Almunia                    | 2008, 2010                                                                               | Spanien | Politik                 | Mitglied der Europäischen Kommission und seit 2010 Kommissar für Wettbewerb seit 2004 |
| César Alierta                      | 2010                                                                                     | Spanien | Wirtschaft              | Vorsitzender und CEO von Telefónica |
| Ana Patricia Botín                 | 2010                                                                                     | Spanien | Wirtschaft              | Vorstandsvorsitzende der Banesto-Bank |
| Marcus Agius                       | 2010, 2013, 2014                                                                         | Vereinigtes Königreich | Wirtschaft              | Vorsitzender der Barclays Bank PLC |
| Tony Blair                         | 1993                                                                                     | Vereinigtes Königreich | Politik                 | Premierminister des Vereinigten Königreichs 1997 bis 2007 |
| Margaret Thatcher                  | 1977                                                                                     | Vereinigtes Königreich | Politik                 | Premierministerin des Vereinigten Königreichs 1979 bis 1990 Vorsitzende der Conservative Party von 1975 bis 1990 |
| Ralf Dahrendorf                    | 2002                                                                                     | Vereinigtes Königreich | Politik                 | deutsch-britischer Soziologe, Politiker und Publizist |
| Roger Altman                       | 2010, 2013, 2014                                                                         | Vereinigte Staaten | Wirtschaft              | Vorsitzender der Investmentbank Evercore Partners Inc. |
| Sonia Arrison                      | 2010                                                                                     | Vereinigte Staaten | Medien                  | Autorin, Senior Fellow des Pacific Research Institute |
| Bill Clinton                       | 1991                                                                                     | Vereinigte Staaten | Politik                 | Präsident der Vereinigten Staaten von 1993 bis 2001 |
| Gerald Ford                        | unbekannt                                                                                | Vereinigte Staaten | Politik                 | Präsident der Vereinigten Staaten von 1974 bis 1977 |
| Henry Kissinger                    | 1977, 1978, 1997, 2007, 2008, 2010, 2012, 2013, 2014, 2015, 2016, 2017                   | Vereinigte Staaten | Politik                 | Politikwissenschaftler; Von 1969 bis 1973 Nationaler Sicherheitsberater der Vereinigten Staaten, von 1973 bis 1977 US-Außenminister.                                                                                 |
| Charlie Rose                       | 2012                                                                                     | Vereinigte Staaten | Medien                  | US-amerikanischer Fernsehmoderator und Journalist |
| Josette Sheeran                    | 2009, 2010                                                                               | Vereinigte Staaten | Politik                 | Exekutivdirektorin des Welternährungsprogramms der Vereinten Nationen (WFP - UN World Food Programme) seit 2007 |
| Richard Holbrooke                  | 2008, 2009, 2010                                                                         | Vereinigte Staaten | Politik                 | Diplomat; Sonderbeauftragter der US-Regierung für Pakistan und Afghanistan seit 2009 |
| Colin Powell                       | 1997                                                                                     | Vereinigte Staaten | Politik                 | Außenminister der Vereinigten Staaten von 2001 bis 2005 |
| Paul Volcker                       | 2009, 2010                                                                               | Vereinigte Staaten | Politik                 | Vorsitzender (Chairman) des Federal Reserve System der USA von 1979 bis August 1987; Vorsitzender des neu gegründeten „Economic Recovery Advisory Board“ von Barack Obama seit 2009                                  |
| James Wolfensohn                   | 2008, 2009, 2010, 2013, 2014                                                             | Vereinigte Staaten | Politik                 | Präsident der Weltbank von 1995 bis 2005 |
| Paul Wolfowitz                     | 2005, 2008, 2009                                                                         | Vereinigte Staaten | Politik                 | Präsident der Weltbank von 2005 bis 2007 |
| Robert Zoellick                    | 2008 2009, 2010, 2012, 2013, 2014, 2015                                                  | Vereinigte Staaten | Politik                 | Präsident der Weltbank von 2007 bis 2012 |
| Bill Gates                         | 2010                                                                                     | Vereinigte Staaten | Wirtschaft              | gründete 1975 gemeinsam mit Paul Allen die Microsoft Corporation; einer der zehn reichsten Menschen weltweit |
| Eric Schmidt                       | 2008, 2010, 2013, 2014, 2015                                                             | Vereinigte Staaten | Wirtschaft              | Chief Executive Officer der Firma Google von 2001 bis 2011; Beraterteam des US-Präsidenten Barack Obama in Technologiefragen seit 2009                                                                               |
| David Rockefeller                  | 1980, 2007, 2008, 2009                                                                   | Vereinigte Staaten | Wirtschaft              | Bankier und Staatsmann; Enkelsohn des Ölmagnaten John D. Rockefeller; Präsident des Council on Foreign Relations ab 1975                                                                                             |
| Timothy Geithner                   | 2008, 2013                                                                               | Vereinigte Staaten | Politik/Wirtschaft      | Finanzminister der Vereinigten Staaten von 2009 bis 2013, ehemaliger Präsident der Federal Reserve Bank of New York                                                                                                  |
| Condoleezza Rice                   | 2008                                                                                     | Vereinigte Staaten | Politik                 | Außenministerin der Vereinigten Staaten von 2005 bis 2009 |
| David Petraeus                     | 2013                                                                                     | Vereinigte Staaten | Politik                 | General a. D.; Direktor der CIA von 2011 bis 2012 |